# Incendio en el metro de Daegu
El incendio del metro de Daegu ocurrió el 18 de febrero de  2003, cuando un pirómano prendió fuego a un tren, matando a 192 personas e hiriendo a otras 151 en la estación Jungangno del Metro de Daegu en Daegu, Corea del Sur. El fuego se había extendido a dos trenes en cuestión de minutos. Sigue siendo la pérdida deliberada de vidas más mortal en un solo incidente en la historia de Corea del Sur en tiempos de paz, superando el récord anterior establecido por un tiroteo masivo en 1982.

## El perpetrador
El pirómano, Kim Dae-han (Hangeul: 김 대한, Hanja: 金大漢), era un ex taxista desempleado de 56 años que había sufrido un derrame cerebral en noviembre de 2001 que lo dejó parcialmente paralizado. Kim estaba insatisfecho con su tratamiento médico y había expresado sentimientos de violencia y depresión; Más tarde le dijo a la policía que quería suicidarse, pero que lo hiciera en un lugar lleno de gente y no solo. Según la mayoría de los informes, la mañana del 18 de febrero abordó el tren 1079 de la Línea 1 en dirección a la estación de Daegok, llevando una bolsa de lona que contenía dos cartones verdes de leche llenos de un líquido inflamable, posiblemente disolvente de pintura o gasolina.

## El incendio
Cuando el tren salió de la estación de Banwoldang alrededor de las 9:53 a.m., Kim comenzó a manipular las cajas y un encendedor de cigarrillos, alarmando a otros pasajeros que intentaron detenerlo. En la lucha, una de las cajas se derramó y su contenido líquido se incendió cuando el tren llegó a la estación Jungangno en el centro de Daegu. Kim, con la espalda y las piernas en llamas, logró escapar junto con muchos pasajeros en el tren 1079, pero en dos minutos el fuego se había extendido a los seis vagones. El fuego se extendió rápidamente en el aislamiento entre las capas de aluminio que forman el armazón de los autos, los materiales de vinilo y plástico en los cojines de los asientos y las manijas de las correas, y las pesadas alfombras de plástico en los pisos, produciendo un humo espeso al arder.
El operador del tren, Choi Jeong-hwan (Hangeul: 최정환) (31 años), no notificó a los funcionarios del metro inmediatamente sobre el incendio. Como se veía humo en sus monitores de televisión de circuito cerrado, los funcionarios del metro llamaron por radio al operador del tren 1080, Choi Sang-yeol (Hangeul: 최성열), y le aconsejaron que procediera con precaución porque había un incendio en la estación. El tren 1080 entró en la estación de Jungangno y se detuvo junto al tren en llamas 1079 aproximadamente cuatro minutos después. Las puertas se abrieron brevemente y luego se cerraron, aparentemente en un esfuerzo por mantener alejado el humo tóxico que había llenado la estación. Poco después de la llegada del tren 1080, un detector de incendios automático cortó el suministro de energía a ambos trenes, evitando que el tren 1080 saliera de la estación.
Las transcripciones muestran que Choi Sang-yeol hizo tres anuncios en los que aconsejaba a los pasajeros del tren 1080 que permanecieran sentados mientras intentaba comunicarse con sus superiores. Finalmente, se le aconsejó "Rápido, corre a otro lugar. Sube ... apaga el motor y vete". Choi luego abrió las puertas y huyó, pero al hacerlo, quitó la llave maestra, lo que provocó el apagado de las baterías a bordo que alimentaban las puertas del tren y sellaron efectivamente a los pasajeros dentro. Una investigación posterior mostró que 79 pasajeros quedaron atrapados dentro del tren 1080 y murieron allí.
El equipo de emergencia inadecuado también agravó el desastre. Los trenes del metro de Daegu no estaban equipados con extintores y las estaciones carecían de rociadores e iluminación de emergencia. Muchas víctimas se desorientaron en la oscuridad, la estación de metro llena de humo y murieron por asfixia en busca de salidas. Los sistemas de ventilación de emergencia también resultaron inadecuados. Más de 1.300 bomberos y personal de emergencia respondieron y el incendio en sí se extinguió alrededor de la 1:38 p.m .; sin embargo, la toxicidad del humo les impidió ingresar a la estación por otras tres horas y media.

## Víctimas
La intensidad del fuego hizo que fuera difícil evaluar con precisión el número de víctimas. La mayoría fueron quemadas más allá del reconocimiento, muchas hasta los huesos, y requirieron análisis de ADN para identificarlas. Se confirma la muerte de un total de 192 personas. De los cuerpos encontrados, 185 eran identificables; seis no pudieron identificarse inicialmente, de los cuales tres se descubrieron utilizando ADN; y se identificaron las posesiones de una persona, pero no se pudieron localizar sus restos.
Como el incidente ocurrió tarde en la hora pico de la mañana, la mayoría de las víctimas eran estudiantes o mujeres jóvenes que trabajaban en los grandes almacenes del distrito del centro, que abrieron a las 10:30 a.m. Muchos pudieron comunicarse con sus seres queridos a través de sus teléfonos móviles y dispositivos móviles. Los operadores telefónicos liberaron la conexión de llamadas y los registros de intentos para ayudar a las autoridades a determinar quién estaba en la estación.

## Consecuencias
Choi Sang-yeol no pudo ser localizado hasta 10 horas después del accidente, y los investigadores descubrieron más tarde que se había puesto en contacto con funcionarios de la corporación del metro durante ese tiempo. La llave maestra del tren 1080 se encontró en una oficina en la estación de trenes de Ansim. Las omisiones de las transcripciones de las comunicaciones por radio también aumentaron las sospechas de un intento de encubrimiento.
El incidente provocó manifestaciones de simpatía e ira en toda Corea del Sur e internacionalmente. Los funcionarios prometieron instalar mejores equipos de seguridad en las estaciones de metro y agregaron productos químicos resistentes al fuego en aerosol al interior de los vagones del metro de Daegu Metropolitan. Seis estaciones fueron puestas fuera de servicio para su remodelación y restauración en abril de 2003. La tragedia fue considerada por muchos como una vergüenza nacional, lo que provocó un debate sobre si Corea del Sur había recortado demasiados esquinas en seguridad durante su rápida industrialización. Varios trenes de metro en todo el país fueron posteriormente remodelados para mejorar los estándares de resistencia al fuego pocos años después del accidente.
El 7 de agosto, el Tribunal de Distrito de Daegu condenó a Choi Sang-yeol, operador del tren 1080, y Choi Jeong-hwan, operador del tren 1079, y los condenó a prisión de cinco y cuatro años respectivamente por negligencia criminal. Kim Dae-han fue condenado por incendio provocado y homicidio. Aunque los fiscales habían presionado por la pena de muerte, que también fue apoyada por las familias de las víctimas, el tribunal lo condenó a cadena perpetua debido a su remordimiento e inestabilidad mental. Kim murió de una enfermedad crónica en la cárcel el 31 de agosto de 2004, en la ciudad de Jinju, donde había estado recibiendo tratamiento médico. En diciembre de 2008, se inauguró el parque temático de seguridad de Daegu. El objetivo era educar a los habitantes de Daegu sobre la seguridad.